# Raúl Sapena Pastor
Raul Sapena Pastor Guérin (9 de outubro de 1908 - 15 de junho de 1989) foi um advogado, diplomata, professor e juiz paraguaio que serviu como ministro das Relações Exteriores da República do Paraguai de 1956 a 1976.

## Família
Era o caçula de 9 filhos. Seus pais eram o espanhol Sapena y Pastor e a francesa Josephine Guérìn Mertens. Ruben Adolfo, filho de Raúl, relata o seguinte:
Infelizmente, não tenho mais cópias do currículo do papai, mas posso dizer de memória que ele nasceu em 9 de outubro de 1908, em 1926 recebeu um diploma de bacharel no Colégio San José com duas medalhas de ouro, o colégio e a Associação. Três anos depois era advogado, ou seja, aos 21 anos, já que fazia exames de dois cursos por ano. Aos 23 anos era Doutor em Direito e foi secretário do tribunal, Procurador Geral do Estado, Juiz de Primeira Instância e aos 30 anos foi membro do Superior Tribunal de Justiça, hoje Supremo Tribunal Federal, do qual renunciou em 1940 (ano em que nasci), porque Estigarribia havia imposto por decreto a carta política, a chamada Constituição dos 40 anos em que era exigida uma idade mínima de 35 anos para ser membro da Corte e ele não tinha chegado aos 32 anos! Estigarribia morreu dois meses depois e papai foi nomeado, por Morínigo, Ministro Plenipotenciário na Bolívia, Chefe de Missão, já que a legação não tinha o posto de Embaixada. Mais tarde, foi embaixador no Uruguai, onde nasceu Gloria (filha mais nova de Raul Sapena Pastor).
Foi presidente do Banco da República do Paraguai (hoje dividido em Banco Central do Paraguai e Banco de Fomento), também embaixador na Argentina e embaixador no Brasil. Chegou ao cargo de ministro das Relações Exteriores aos 56 anos, onde trabalhou por 20 anos, quando renunciou e assumiu sua cadeira no Senado, onde foi um dos poucos senadores que atuaram nas comissões. Seu trabalho foi muito importante na elaboração do Código Civil. Possui também importantes livros de direito internacional que têm sido utilizados em diversas universidades da América Latina.

## Estudos
Iniciou seus estudos na Escola Normal de Assunção. Em 1924 completou seus Estudos Secundários obtendo o Bacharelado em Ciências e Letras, juntamente com a Medalha de Ouro como o melhor graduado de sua classe no Colégio de San José de Assunção. Continua seus estudos na Universidade Nacional de Assunção, casa de estudos da qual obteve o título de Doutor em Direito e Ciências Sociais. Onde também foi presidente do Centro de Estudantes de Direito. Alguns anos depois, obteria o título de doutor "Honoris Causa" pela Universidade do Rio de Janeiro. Tendo acabado de receber o título de Doutor em Direito, o Paraguai entrou em guerra com a Bolívia pela posse do Território do Chaco e, a pedido de sua pátria, saiu em sua defesa, tornando-se oficial do exército paraguaio com a patente de tenente. No final da Guerra do Chaco, casou-se com Juana Brugada Montero, com quem viveu toda a sua vida e teve 4 filhos: Graciela Josefina, Raúl Ricardo, Rubén Adolfo e Gloria Susana. Seus primeiros trabalhos foram realizados como professor nas Escolas Goethe, Internacional e Nacional da Capital. Ao mesmo tempo, lecionou Economia Política, Direito Internacional Privado, Legislação Consular e Direito Internacional Público na Faculdade de Direito e Ciências Sociais da Universidade Nacional de Assunção. Na Escola Superior de Guerra, foi professor de Direito Internacional Público. Em 1937, preside uma Delegação Universitária de Professores a Montevidéu, Uruguai. Nesse mesmo ano de 1937, publicou sua obra "A Vocação Hereditária nas Sucessões Intestate" Estudo Forense. Ao mesmo tempo, entre 1937 e 1938, fez 100 publicações em "La Tribuna" sobre "American International Conferences".

## Funções judiciais
Raúl Sapena Pastor não só se dedicou ao magistério como exerceu cargos judiciais, sendo juiz de Primeira Instância em matéria Penal, juiz de Primeira Instância em matéria Civil e Comercial, procurador-geral do Estado, presidente do Tribunal de Apelação Cível e Comercial, e, chega a ocupar o cargo máximo almejado por todo magistrado, o de ser membro da Suprema Corte de Justiça do Paraguai, na época denominada Superior Tribunal de Justiça.

## Ministério das Relações Exteriores e Missões Diplomáticas
Seu trabalho na Chancelaria Paraguaia pode ser dividido em 2 seções. Um antes da chegada de Gral. Alfredo Stroessner à presidência do Paraguai, e a outra durante sua presidência no Paraguai, e a instalação da ditadura. Nesse momento, ele renunciou ao cargo.

## Cargos
- 1939: Delegado Plenipotenciário e Presidente da Delegação Paraguaia ao II Congresso de Direito Internacional Privado, Montevidéu, Uruguai.
- 1940: Delegado Plenipotenciário à Conferência Regional dos Países de Prata.
- 1941: Enviado Extraordinário e Ministro Plenipotenciário ao Governo da Bolívia.
- 1942: Delegado Plenipotenciário à Conferência de Rivera, Uruguai; Enviado extraordinário e Ministro Plenipotenciário ao Governo do Uruguai, até 1944; Agente paraguaio perante o Comitê Consultivo de Emergência para a Defesa Política do Continente, Montevidéu.
- 1945: Membro do Tribunal Permanente de Arbitragem em Haia
- 1947: Embaixador Extraordinário e Plenipotenciário, Rio de Janeiro, Brasil.
- 1948/1949: Embaixador Extraordinário e Plenipotenciário junto ao Governo da República Argentina.
- 1950: Representante do Paraguai perante o Conselho Interamericano de Juristas, Primeira Reunião, Rio de Janeiro, Brasil.
- 1952: Delegado do Paraguai à Quarta Reunião da Conferência Interamericana de Seguridade Social, México.

## Poder Legislativo
Foi eleito senador da República do Paraguai em três períodos consecutivos 1973-78 (com permissão até 1976), 1978-83, 1983-89. Ocupou sua cadeira no Senado da República até a data de seu falecimento.

## Condecorações
- Grande cruz da Ordem de Pio IX do Vaticano.
- Grã-Cruz da Ordem do Mérito do Chile.
- Grã-Cruz da Ordem do Cruzeiro do Sul no Brasil.
- Grande cruz do Condor dos Andes da Bolívia.
- Grande cruz da Ordem do Sol do Peru.
- Grande cruz da Ordem de Vasco Núñez de Balboa do Panamá.
- Grande cruz da Ordem de Rubén Darío da Nicarágua.
- Grande cordão da Ordem do Libertador da Venezuela.
- Grã-Cruz da Ordem da Estrela Brilhante da China.
- Grande cruz da Ordem Amador Guerrero do Panamá.
- Grã-cruz da Ordem do Mérito do Equador.
- Grande Cruz de Orange-Nassau (Holanda).
- Grande Cruz da Ordem de Bocayá da Colômbia.
- Grã-Cruz do Mérito da Soberana Ordem de Malta.
- Grande cruz da Ordem Libertadora San Martín (Argentina).
- Grã-Cruz da Ordem do Mérito da República da Itália.
- Grande Cruz da Ordem de Isabel la Católica (Espanha).
- Eleito cavaleiro capitular do CC de Toledo.
- Cavaleiro Comendador da Ordem do Império Britânico.
- Medalha Marechal Hermes do Brasil.
- Medalha Mariscal Gaetano de Faría do Brasil.
- Medalha das Américas, no grau de Diretoria da Câmara de C. da América Latina.
- Grande cruz da Ordem do Sol Nascente, do Japão.
- Grande Cordão da Ordem das Nuvens Auspiciosas da China.
- Condecoração de primeira classe da Ordem da República do Egito.

## Morte
Faleceu na cidade de Assunção, República do Paraguai, em 15 de junho de 1989. O então Presidente da República, General Don Andrés Rodríguez Pedotti (1989-1993), e, o Congresso da República do Paraguai, decidiram que, seu sepultamento é realizado com as Honras Militares correspondentes a General de Divisão, pelos altos serviços prestados à Pátria.